# Бобичешти (Прахова)
Бобичешти (рум. Bobicești) насеље је у Румунији у округу Прахова у општини Предеал-Сарари. Oпштина се налази на надморској висини од 505 m.

## Становништво
Према подацима из 2002. године у насељу је живело 402 становника, од којих су сви румунске националности.